# Hedningsgärdet

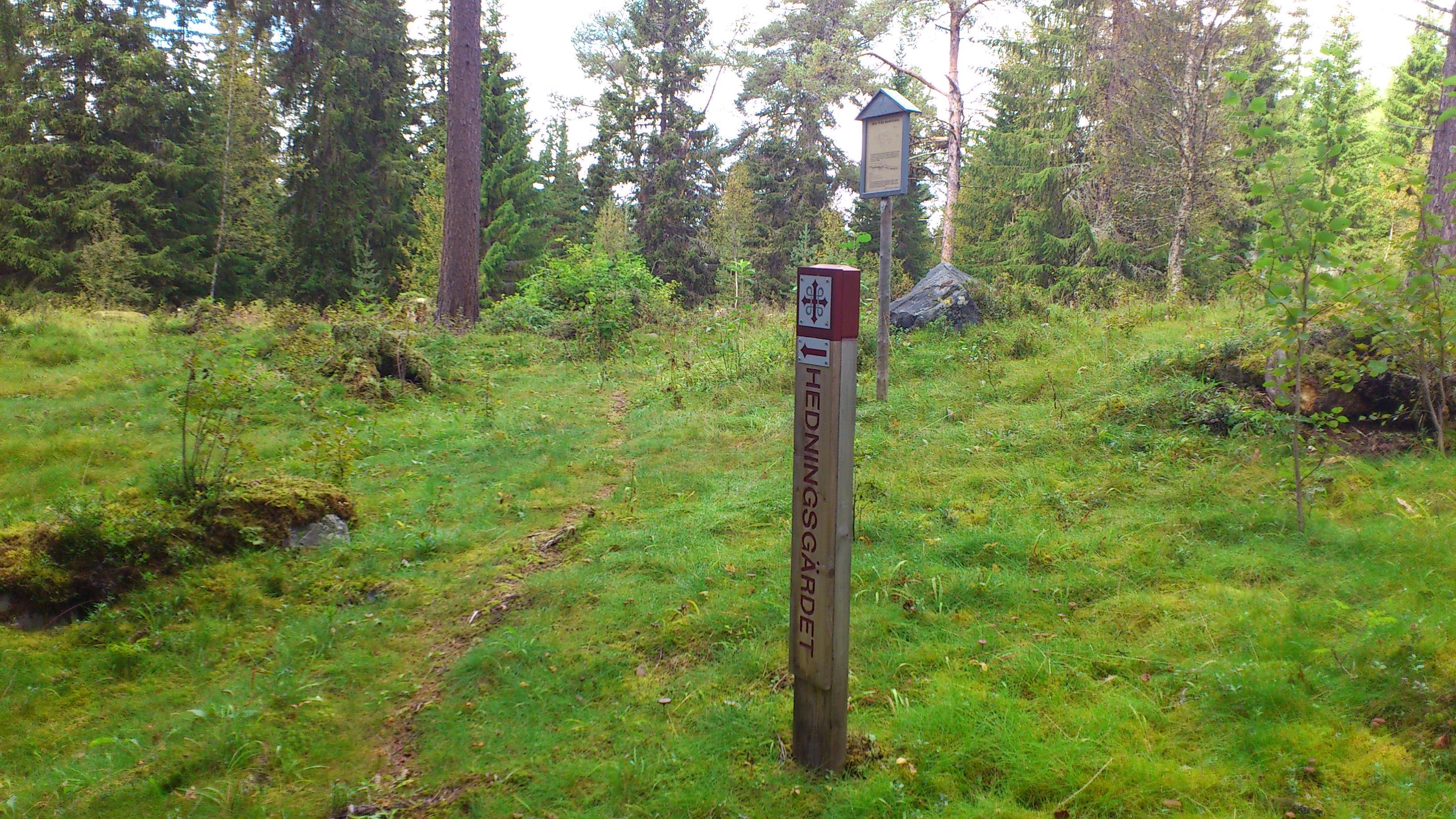
Hedningsgärdet är ett av stämpelställena längs Romboleden

Hedningsgärdet är en ödegård i Tännäs socken som lär varit bebodd mellan cirka 1200-talet till 1400-talet. Pilgrimsleden Romboleden passerar förbi platsen.